# Дравиньи, Виктор
Виктор Дравиньи (Виктор Луи Жан-Мари Дравиньи, фр. Victor Louis Jean-Marie Dravigny; 20 мая 1874, Реймс, Франция — 22 сентября 1929, там же) — французский энолог-шампанист, наладивший производство игристых вин в имении «Абрау-Дюрсо» в России.

## Биография
До приезда в Россию заведовал погребами в винодельческом регионе Франции — Эпернэ.
В июле 1905 года Виктор Дравиньи с женой и сыном прибывает из Франции в Россию, в г. Новороссийск, по приглашению Министерства императорского двора от имени императора Николая II, чтобы возглавить производство шампанских вин в удельном имении «Абрау-Дюрсо».
Последующие 14 лет шампанист руководил шампанским производством в имении «Абрау-Дюрсо». Все эти годы он совершенствовал классический метод производства шампанских вин и вывел его на международный уровень.
Царь Николай II высоко ценил заслуги французского винодела:
- в 1909 году по личному повелению императора Николая II, Дравиньи был награжден за усердную службу золотыми часами с цепочкой.
- в 1913 году Дравиньи получает награду в виде золотого портсигара с инкрустированным бриллиантовым царским орлом.

При Дравиньи шампанское имения «Абрау-Дюрсо» стало постоянно присутствовать на царском столе. Так, 24 февраля (9 марта) 1913 года, по случаю празднования 300-летия царствования Дома Романовых, к Высочайшему парадному обеду в Зимнем Дворце подавали игристое «Абрау-Дюрсо».
4 августа 1914 года французский консул в Новороссийске сообщает Дравиньи, что он и все подлежащие мобилизации французы в Абрау-Дюрсо, должны срочно вернуться во Францию вследствие начавшейся войны между Францией и Германией.
27 июня 1915 года по личной просьбе Николая II, обращенной к президенту Франции Раймону Пуанкаре, шампанист возвращается в Россию.
После отречения царя Николая II в 1917 году, Виктор Дравиньи продолжает работу в Абрау-Дюрсо и отстаивает имение и винодельню от разгула бандитизма и террора.
В апреле 1919 года, последовав совету французского консула, Дравиньи вместе с семьей (на момент отъезда из России у шампаниста было уже пятеро детей) покинул порт Новороссийска с последним уходящим во Францию кораблем.
Остаток жизни Дравиньи провел в родном городе Реймсе.